# Nicolette Krebitz

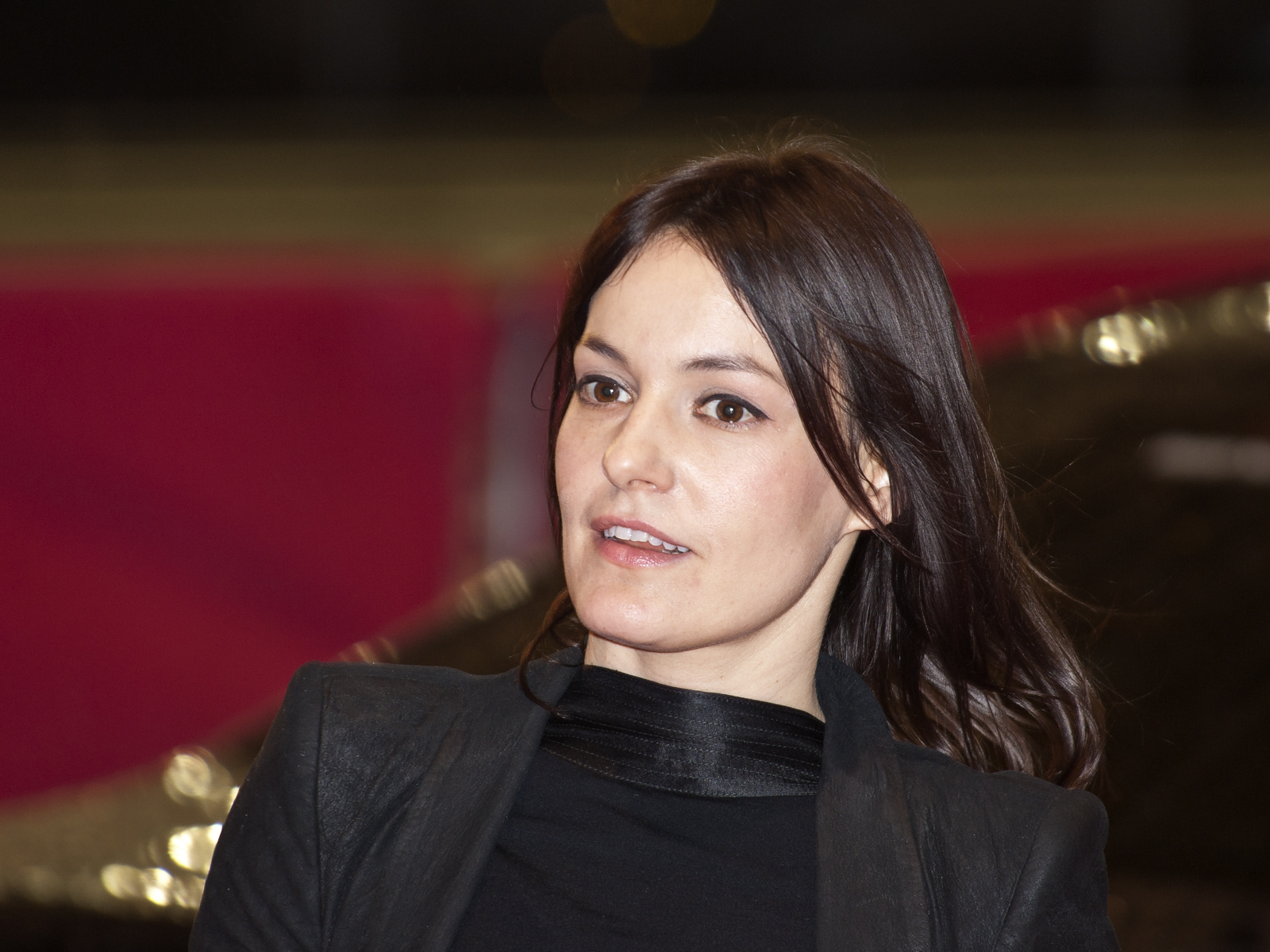
Nicolette Krebitz auf der Berlinale 2011

Nicolette Krebitz anhörenⓘ(* 2. September 1972 in West-Berlin) ist eine deutsche Schauspielerin, Filmregisseurin, Drehbuchautorin und Musikerin. Seit den 1980er Jahren spielte sie in mehr als 60 Kino- und Fernsehfilmen, ab Beginn der 2000er Jahre drehte sie mit Jeans, Das Herz ist ein dunkler Wald, Wild und A E I O U – Das schnelle Alphabet der Liebe auch eigene Filme als Regisseurin. Zusätzlich arbeitet sie als Sprecherin für Hörspiele und Hörbücher.

## Leben

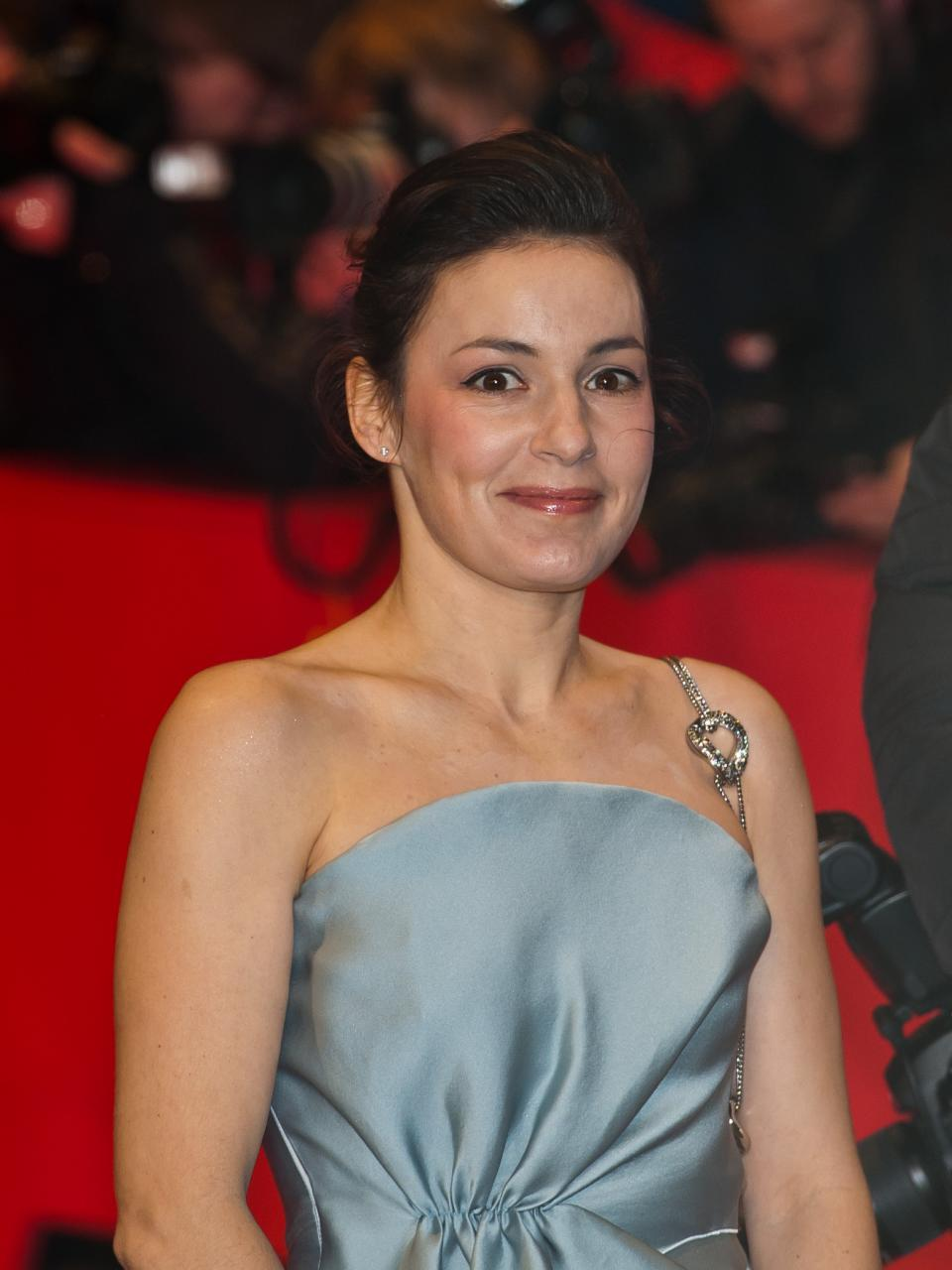
Krebitz auf der Berlinale 2012

Krebitz wuchs bei ihrer Mutter in Braunschweig-Querum und später in West-Berlin auf. Zum Film kam sie über ein Kinder-Casting, zu dem ihre Mutter eigentlich nur ihre ältere Schwester schicken wollte. An der Seite von Harald Juhnke spielte sie in Sigi, der Straßenfeger dessen Tochter.
Während der Schulzeit eher Kinderstar in Fernsehfilmen und -sendungen, absolvierte sie nach Abbruch der Schule eine klassische und moderne Tanzausbildung am Ballett-Centrum und lernte bis 1992 an der Schauspielschule „Der Kreis“ (Fritz-Kirchhoff-Schule).
Mit den Hauptrollen in Domenica sowie den Fernsehproduktionen Schicksalsspiel und Ausgerechnet Zoé erzielte sie größere Aufmerksamkeit. Für ihre Darstellung der HIV-infizierten Zoé wurde sie mit dem Adolf-Grimme-Preis ausgezeichnet. Den großen Publikumserfolg erreichte Nicolette Krebitz 1997 mit Bandits, für den sie gemeinsam mit ihren Kolleginnen Katja Riemann und Jasmin Tabatabai einen Soundtrack schrieb, der Gold-Status erlangte.
2001 produzierte Krebitz mit Jeans ihren ersten Spielfilm, bei dem sie auch selbst Regie führte. Ihre Regiearbeit Das Herz ist ein dunkler Wald mit Nina Hoss in der Hauptrolle erhielt 2007 viel Anerkennung von der Filmkritik. 2008 drehte Krebitz eine Episode des Filmprojekts Deutschland 09. Ihr dritter Langfilm als Regisseurin und Drehbuchautorin, Wild, handelt von der Begegnung einer jungen Frau mit einem Wolf. Wild wurde 2016 zum Sundance Film Festival eingeladen und erhielt vier Auszeichnungen beim Deutschen Filmpreis 2017.
Im Jahr 2022 erhielt Krebitz für ihren Spielfilm A E I O U – Das schnelle Alphabet der Liebe eine Einladung in den Wettbewerb der Berlinale.
Nicolette Krebitz lebt zusammen mit ihrem Sohn in Berlin.

## Filmografie

### Schauspielerin
- 1984: Sigi, der Straßenfeger
- 1989: Der Spatzenmörder
- 1990: Der achte Tag
- 1992: Schuld war nur der Bossa Nova
- 1993: Domenica
- 1993: Schicksalsspiel
- 1993: Durst
- 1994: Der Mann mit der Maske
- 1994: Ausgerechnet Zoé
- 1994: Unschuldsengel
- 1994: Amok
- 1995: Im Sog des Bösen (Desperate Measures)
- 1995: Kinder des Satans
- 1995: Babyfon – Mörder im Kinderzimmer
- 1995: Tatort: Ein ehrenwertes Haus
- 1995: Unter Druck
- 1996: Greenhorn
- 1996: Tempo
- 1996: Kondom des Grauens
- 1997: Bandits
- 1998: Die Bubi-Scholz-Story
- 1998: Candy
- 1999: Long Hello & Short Goodbye
- 1999: Sperling – Sperling und die Tote aus Vilnius
- 2000: Fandango – Members Only
- 2001: Der Tunnel
- 2001: Die Männer Ihrer Majestät (All the Queen’s Men)
- 2001: Jeans (Regie, Drehbuch, Produktion, Darstellung)
- 2002: So schnell du kannst
- 2002: Zwischen Tag und Nacht
- 2005: Mädchen am Sonntag
- 2006: Tatort: Pechmarie
- 2006: Der letzte Zeuge – Kinder des Zorns
- 2006: SOKO Rhein-Main – Tod im Dienst
- 2007: Liebeslied
- 2009: Pihalla
- 2010: Verhältnisse
- 2010: Unter dir die Stadt
- 2011: Lollipop Monster
- 2012: Tatort: Alles hat seinen Preis
- 2012: Der Heiratsschwindler und seine Frau
- 2013: Der blinde Fleck
- 2013: Draussen ist Sommer
- 2014: Tatort: Borowski und das Meer
- 2014: Blutsschwestern
- 2014: Besser als Nix
- 2014: Die Flut ist pünktlich
- 2015: Freundinnen – Alle für eine
- 2016: Treffen sich zwei
- 2017: Überflieger – Kleine Vögel, großes Geklapper (Richard The Stork)
- 2017: Familie mit Hindernissen
- 2017: Niagara
- 2017: Ostwind – Aufbruch nach Ora
- 2018: Trauung mit Hindernissen
- 2019: My Zoe
- 2019: Preis der Freiheit (Fernseh-Dreiteiler)
- 2020: Eltern mit Hindernissen
- 2021: Fly
- 2022: Wolke unterm Dach
- 2023: Asbest (Serie)
- 2023: Silber und das Buch der Träume
- 2023: Die Augenzeugen (Fernsehserie)
- 2024: Testo
- 2024: Die Ermittlung
- 2025: Das Licht

### Regie und Drehbuch
- 2001: Jeans
- 2001: 99euro-films (Episodenfilm, Kurzfilmepisode: Mon Chérie)
- 2007: Das Herz ist ein dunkler Wald
- 2009: Deutschland 09 – Die Unvollendete
- 2012: Terranova: Prayer (Video-Kurzfilm, veröffentlicht unter dem Pseudonym „Coco Krebitz“)
- 2016: Wild
- 2022: A E I O U – Das schnelle Alphabet der Liebe

## Auszeichnungen
- 1994: Telestar für Unschuldsengel
- 1994: International Festival Valencia als Beste Nachwuchsschauspielerin
- 1994: Adolf-Grimme-Preis für Schicksalsspiel (zusammen mit Bernd Schadewald und Niels-Bruno Schmidt)
- 1995: Telestar Förderpreis im Bereich Fernsehspiel
- 1995: Goldene Kamera (Lilli-Palmer-Gedächtniskamera) als Beste Nachwuchsschauspielerin
- 1995: Adolf-Grimme-Preis für Ausgerechnet Zoé (zusammen mit Markus Imboden, Rainer Klausmann und Henry Arnold)
- 1997: Goldene Schallplatte für den bandits-Soundtrack
- 1997: Musikpreis R.SH Gold für den bandits-Soundtrack
- 1998: Bayerischer Filmpreis für die Musik zu bandits
- 1998: Deutscher Internet Filmpreis in Bronze für bandits
- 2002: Kinofest Lünen: 1. Preis – die Lüdia – für Jeans
- 2003: Sonderpreis beim Fernsehfilmpreis der Deutschen Akademie der Darstellenden Künste für „herausragende Leistungen“ in dem Film So schnell Du kannst
- 2004: Goldene Kamera als Beste Schauspielerin für die Rolle der Linda in So schnell Du kannst
- 2006: Schleswig-Holstein Filmpreis für das Beste Drehbuch: Das Herz ist ein dunkler Wald
- 2007: Preis der deutschen Filmkritik (Spezialpreis) für die Regie – gemeinsam mit Bella Halben (Kamera) für Das Herz ist ein dunkler Wald
- 2011: Darstellerpreis des Günter-Rohrbach-Filmpreises für ihre Rolle in Unter dir die Stadt
- 2016: Günter Rohrbach Filmpreis für Wild
- 2016: Bayerischer Filmpreis für Wild
- 2019: Kunstpreis Berlin für Film- und Medienkunst[5]

## Verschiedenes
Fettes Brot haben auf ihrem Album Fettes Brot lässt grüßen den Song Nicolette Krebitz wartet (zusammen mit Tocotronic) veröffentlicht, eine Abwandlung von Bananaramas Hit Robert De Niro's Waiting….
Nicolette Krebitz ist auf dem Cover des New-Order-Albums Get Ready abgebildet. Außerdem ist sie auf den dazugehörigen Singles Crystal und 60 Miles an Hour und den Tourplakaten zu sehen.
Davor war sie schon (neben verschiedenen Soundtracks) auf dem Terranova-Album Close The Door zu sehen – alle Fotos stammen von Juergen Teller.
Für den französischen Film 8 Frauen von François Ozon hat Nicolette Krebitz als Synchronsprecherin der deutschen Fassung gearbeitet. Sie sprach die Rolle der Tochter Suzon, die von Virginie Ledoyen gespielt wurde.
RP Kahl hat unter dem Titel Mädchen am Sonntag einen Dokumentarfilm über Nicolette Krebitz, Laura Tonke, Katharina Schüttler und Inga Birkenfeld gedreht, der auf dem Filmfest München 2005 Premiere hatte und mit dem Nachwuchsförderpreis des Hessischen Filmpreises ausgezeichnet wurde.

## Hörbücher
- Nicolette Krebitz liest: Untergetaucht: eine junge Frau überlebt in Berlin 1940–1945, mit Originaltonaufnahmen von Marie Jalowicz Simon, bearbeitet von Irene Stratenwerth und Hermann Simon, Regie: Vera Teichmann. Lesefassung: Irene Stratenwerth, 7 CDs (8 Std. 16 Min.), Argon, Berlin 2014, ISBN 978-3-8398-1316-4.
- Nana: Hörspiel, Westdeutscher Rundfunk Köln. Émile Zola. Mit Nicolette Krebitz, Hörspielbearbeitung und Regie: Peter Rothin, 2 CDs, Der Audio-Verlag, Berlin 2002, ISBN 3-89813-202-1.
- Northline: Hörbuch. Willy Vlautin. 4 CDs, Potmos Audio, Düsseldorf 2009, ISBN 978-3-491-91294-6.